# Alcy Cheuiche
Alcy José de Vargas Cheuiche (Pelotas, Río Grande del Sur, 21 de julio de 1940) es un escritor brasileño. La mayor parte de su obra narrativa está dedicada al género de novela histórica, con temas como la Revolución Farroupilha, el Tenentismo y diversos episodios ocurridos en el período de la República Velha.

## Biografía
Sus padres fueron el general Alcy Vargas Cheuiche y Zilah Maria da Silva Tavares. Los Cheuiche son de origen libanés y los Silva Tavares constituyen una tradicional familia gaúcha, de la que varios de sus miembros participaron en los principales movimientos revolucionarios del estado. De entre ellos João da Silva Tavares, Barón y Vizconde de Cerro Alegre, luchó durante la Revolución Farroupilha (1835 -1845) en las filas del Imperio del Brasil. 
A los cuatro años, junto con su familia se radicó en Alegrete, donde bajo la influencia de su padre se convirtió en un entusiasta de la vida del campo y de las tradiciones gauchas. Si bien no nació en esta ciudad, por afecto y por formación literaria Alcy Cheuiche se considera a sí mismo alegretense, y recuerda este traslado como un hecho determinante en su vida:

Nosso trem chegando em Alegrete quando eu tinha quatro anos de idade. De repente, tornei-me conterrâneo de Oswaldo Aranha, Mário Quintana e Sergio Faraco.
Nuestro tren llegando a Alegrete cuando yo tenía cuatro años de edad. De repente, me convertí en coterráneo de Oswaldo Aranha, Mário Quintana y Sergio Faraco.

A los dieciocho años, ingresó en la Facultad de Veterinaria de la Universidad Federal de Río Grande del Sur, en Porto Alegre. En ese período, publicó cuentos y poesías en periódicos universitarios. Diplomado en el primer lugar de su generación, realizó cursos de posgrado en Francia y Alemania. Durante su temporada en Europa, mantuvo una columna semanal en el diario Correio do Povo, de Porto Alegre, titulada Cartas de Paris. En 1969 se radicó en São Paulo, donde dirigió la división veterinaria de la empresa estadounidense Johnson & Johnson. Renunció a la empresa en 1974 y se trasladó a Campos do Jordão, en la sierra paulista, donde se dedicó a la cría de ganado e instaló una clínica veterinaria. Sus contribuciones a la medicina veterinaria le hicieron merecedor de la Comenda del Mérito Veterinario, en 1987. En este mismo período, escribe sus dos primeras novelas.
Se casó en 1980 con su prima Maria Berenice Ferreira Gervásio y en 1983 nació Zilah, su hija única. En 1991, asumió la dirección del Instituto Estatal del Libro, en Porto Alegre. Desde entonces, reside en la capital gaúcha, donde continúa trabajando como veterinario y a la actividad literaria. Regresó a París en 1997, para realizar una investigación sobre Santos Dumont, con el fin de escribir una novela sobre la vida del llamado «Padre de la Aviación»: Nos céus de Paris - Romance da vida de Santos Dumont.
Es miembro vitalicio de la Academia Riograndense de Letras y socio fundador de la Asociación Gaúcha de Escritores. En 2006, fue nombrado patrono de la 52.ª Feria del Libro de Porto Alegre, considerado el mayor evento en su género de América del Sur. Su obra literaria ha merecido varios reconocimientos. Entre ellos el Premio Ilha de Laytano por la novela A Guerra dos Farrapos (1985) y el Premio Açorianos por Na garupa de Chronos (2001). Por su novela Nos céus de Paris – Romance da vida de Santos Dumont, en 1998 le fueron otorgados el Premio RBS Radio a la mejor novela lanzada en la Feria del Libro de Porto Alegre, el Premio Laçador al mejor libro lanzado en el sur de Brasil, la Medalla de Amigo de la Fuerza Aérea, y en 2001 la Medalla al Mérito Santos Dumont. En 2002, el gobierno del estado de Río Grande del Sur le otorgó la Medalla João Simões Lopes Neto por el conjunto de su obra.
Incursionó en varios géneros como la poesía, la crónica, la dramaturgia, el ensayo y la literatura infantil. Pero es en la novela histórica donde ha desarrollado la mayor parte de su obra. Sepé Tiarayú – Novela de los Siete pueblos de las Misiones, uno de sus trabajos traducidos al español, trata sobre las Misiones jesuíticas guaraníes en el territorio de las Misiones Orientales y la lucha de los guaraníes, acaudillados por Sepé Tiarayú, contra los bandeirantes. La Guerra de los Farrapos es el tema central de A Guerra dos Farrapos. Y en A Mulher do Espelho recuerda la Revuelta de los 18 del Fuerte de Copacabana, primera revolución del movimiento tenentista, en el contexto de la República Velha. 
Ana sem terra tiene como escenario fundamental, aunque no único, la dictadura militar a partir del Golpe de Estado en Brasil de 1964 y las luchas por la tierra, en un período que abarca desde 1958 a 1990.
Escribió varias biografías: Nos céus de Paris - Romance da vida de Santos Dumont, sobre Santos Dumont; Jabal Lubnan, as aventuras de um mascate libanês, sobre su abuelo paterno; y João Cândido – O Almirante Negro, sobre el líder militar de la Revuelta del látigo de 1910, popularmente conocida como Revuelta de la chibata.
También abordó otros temas no estrictamente históricos, como la cuestión de las drogas en la alta sociedad y en el ámbito político brasileño, en Lord Baccarat. Sus años como estudiante universitario de Veterinaria, y su experiencia europea como posgraduado en Francia y Alemania, están presentes en O Gato e a Revolução y en O Mestiço de São Borja.

## Obras
Novelas
- O gato e a revolução (1967)
- Sepé Tiarajú – Romance dos Sete Povos das Missões (1975) (Sepé Tiarayú – Novela de los Siete pueblos de las Misiones, Ediciones de la Banda Oriental, Uruguay)
- O mestiço de São Borja (1980)
- A Guerra dos Farrapos (1985)
- Ana sem terra (1990)
- Lord Baccarat (1993)
- A mulher do espelho (1996)
- Nos céus de Paris – Romance da vida de Santos Dumont (1998)
- Jabal Lubnan, as aventuras de um mascate libanês (2003)
- Sepé Tiarajú - Revista em quadrinhos (2006)
- João Cândido – O Almirante Negro (2010)

Crónica
- O planeta azul (1983)
- Na garupa de Chronos (2001)

Teatro
- O pecado original (1986)

Poesía
- Versos do extremo sul (1966)
- Entre o Sena e o Guaíba (1968)
- Meditações de um poeta de gravata (1974)
- Antología poética (2006)

Literatura infantil
- A Caturrita Americana (2009)
- O Ventríloquo (Editora Libretos, Porto Alegre, 2010)

Biografía
- Santos Dumont (Enciclopédia LP&M Pocket, Porto Alegre, 2009)